# U-Bahnhof Stadtmitte

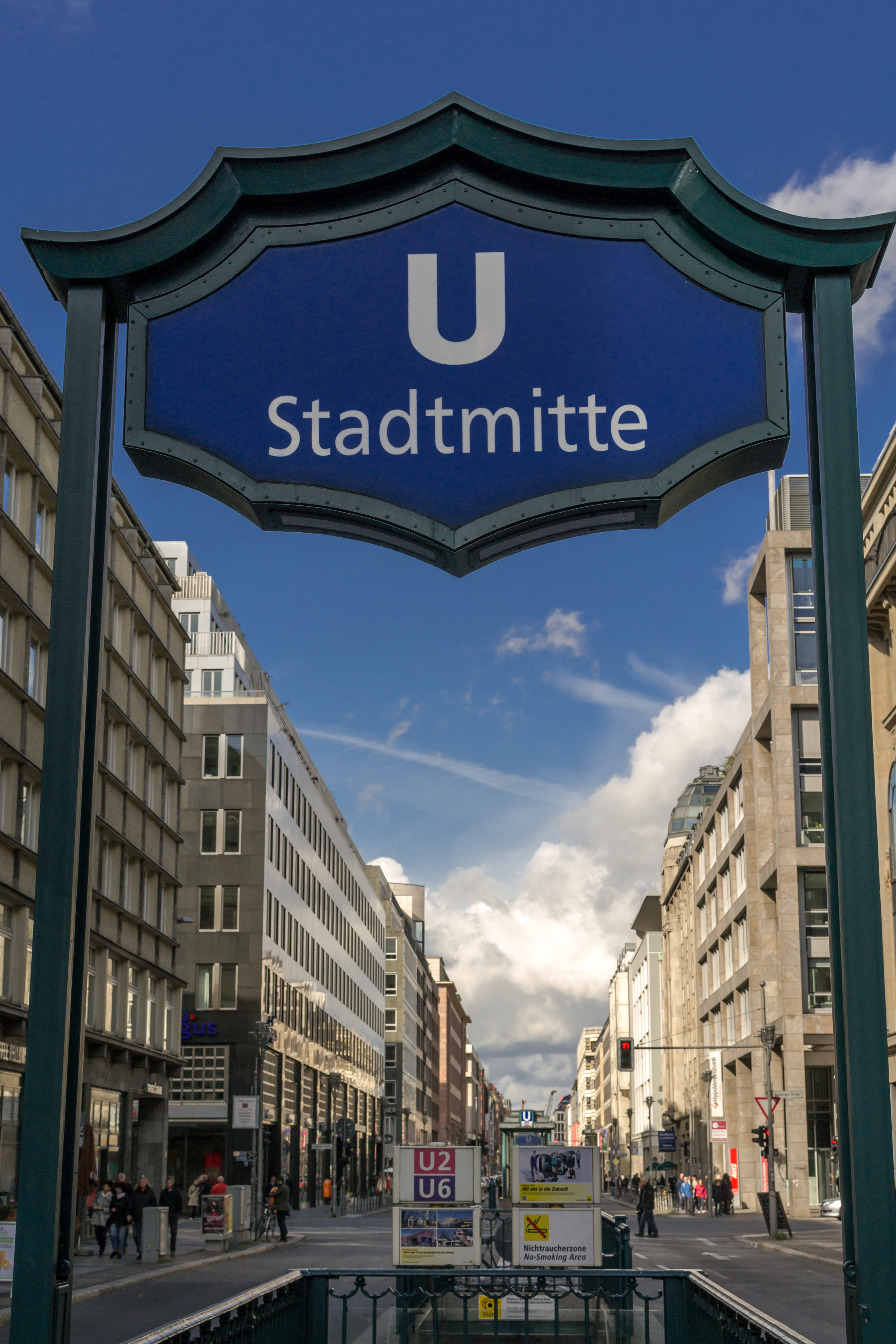
Bahnhofseingang in der Friedrichstraße

Der U-Bahnhof Stadtmitte ist ein Bahnhof der U-Bahn-Linien U2 und U6 der Berliner U-Bahn. Er befindet sich unter der Friedrichstraße beziehungsweise Mohrenstraße im Berliner Ortsteil Mitte des gleichnamigen Bezirks. Der Bahnsteig der heutigen Linie U2 wurde am 1. Oktober 1908 in Betrieb genommen, der Bahnsteig der U6 am 30. Januar 1923. Der Bahnhof, der im Bahnhofsverzeichnis der Berliner Verkehrsbetriebe (BVG) als Mi (U2) beziehungsweise Mic (U6) bezeichnet wird, ist den Fahrgästen besonders durch den vielgenutzten Umsteigeweg zwischen beiden Linien bekannt, im Berliner Volksmund auch „Mäusetunnel“ genannt. Da beide Bahnsteige einen Aufzug zur Oberfläche besitzen, gelten sie als barrierefrei.

## Geschichte

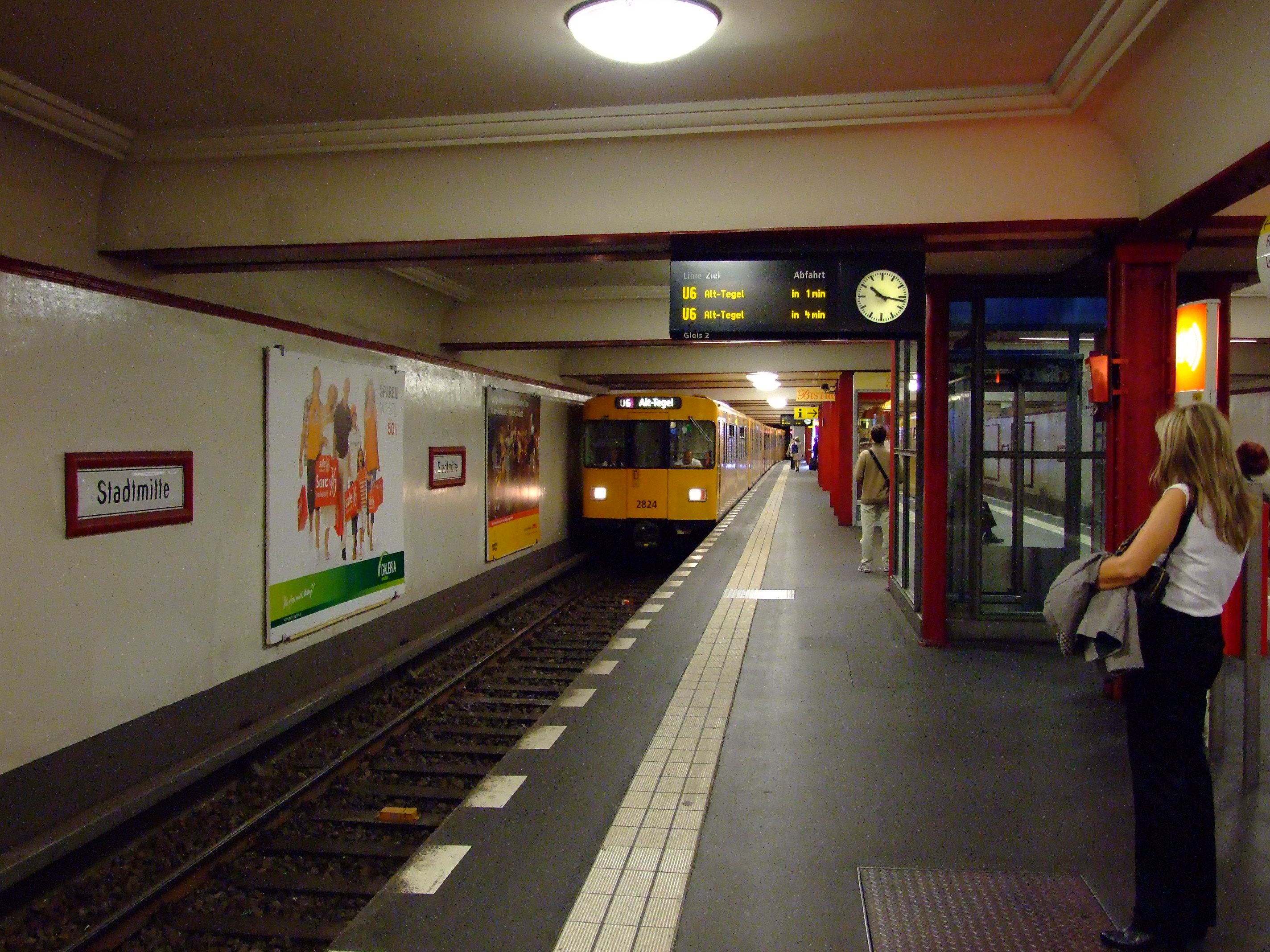
Bahnsteig der Linie U6

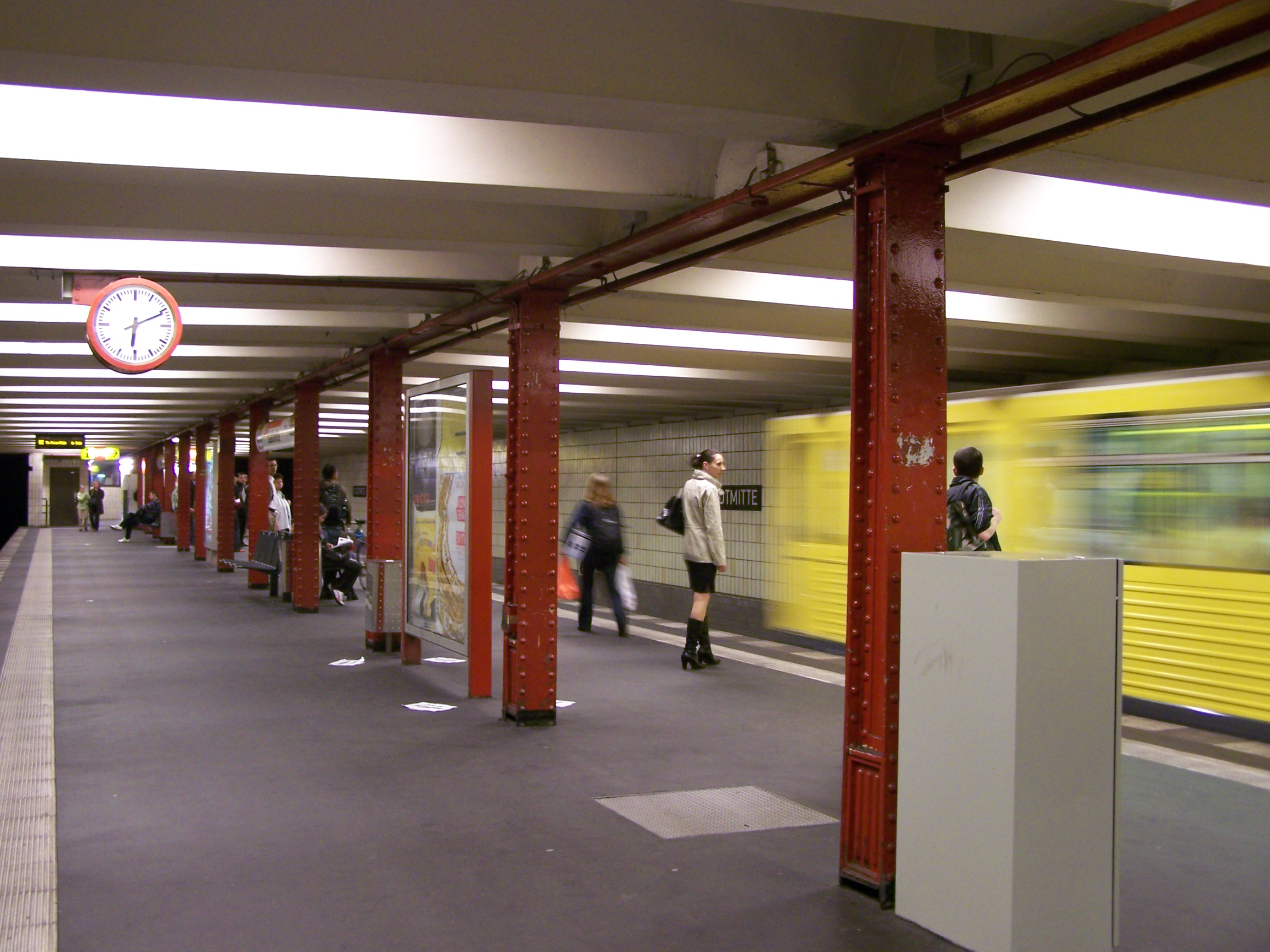
Bahnsteig der Linie U2

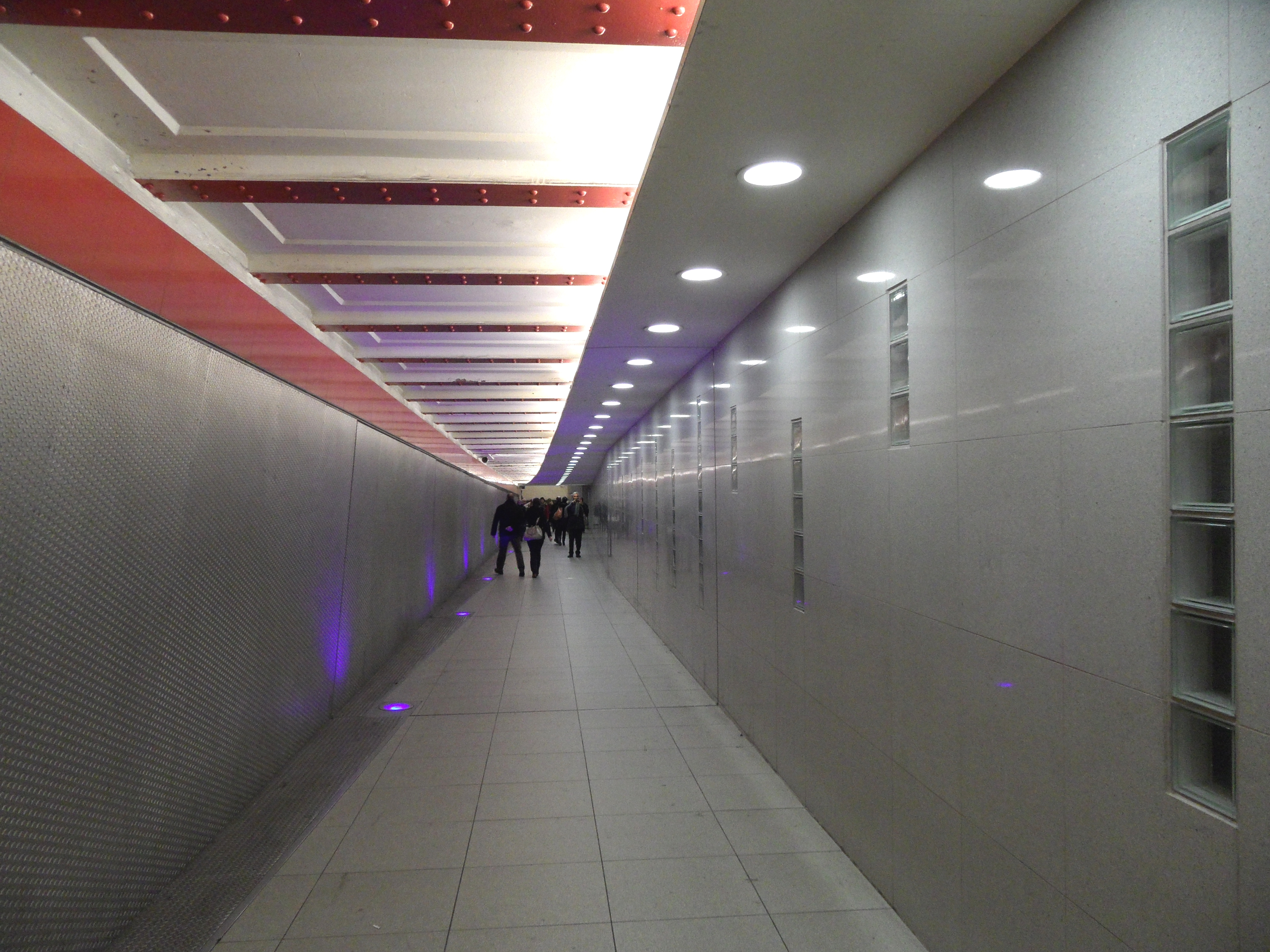
„Mäusetunnel“ – Übergang zwischen den Linien U2 und U6

Die Bauarbeiten für die neue Strecke vom Leipziger beziehungsweise Potsdamer Platz bis zum Spittelmarkt begannen am 15. Dezember 1905. Diese sogenannte „Centrumslinie“ wurde von der privaten Hochbahngesellschaft errichtet, die bereits das Berliner U-Bahn-Stammnetz betrieb. Die Eröffnung mit den neuen Bahnhöfen Kaiserhof (heute: Mohrenstraße), Friedrichstraße (heute: Stadtmitte), Hausvogteiplatz und dem Endbahnhof Spittelmarkt konnte am 1. Oktober 1908 gefeiert werden. Die Gestaltung der Stationen übernahm Alfred Grenander.
Am 30. Januar 1923 kam zum bestehenden Bahnhof der Hochbahngesellschaft auf der Ost-West-Strecke noch einer an der damaligen Nord-Süd-Bahn (1928–1966: Linie C, heute: U6) dazu, im Gegensatz zur privaten U-Bahn-Strecke von 1908 gehörte diese jedoch der Stadt Berlin. Der nahegelegene Bahnhof auf dieser stadteigenen Nord-Süd-Linie war nach Plänen von Heinrich Jennen von Alfred Grenander und Alfred Fehse ausgeführt worden. Er erhielt zunächst den Namen Leipziger Straße, da die Stadt ihn unter der gleichnamigen Straße bauen ließ, wo ein besserer Umstieg zur dortigen Straßenbahn möglich war. Um eine Umsteigemöglichkeit zwischen den beiden konkurrierenden U-Bahn-Strecken zu ermöglichen, ließ man einen langen Verbindungstunnel bauen, den sogenannten „Mäusetunnel“. Im September 1924 wurde der gesamte Bahnhof (nunmehr einheitlich, auf beiden Linien) zunächst in Friedrichstadt umbenannt, bevor er im Februar 1936 seinen heutigen Namen Stadtmitte erhielt. Hier ist aber weder das Zentrum Berlins noch die geografische Stadtmitte anzutreffen, der Name resultiert daraus, dass andere Namen schon vergeben sind oder laut der BVG für Verwirrung sorgen würden.
Nach dem Zweiten Weltkrieg fiel der U-Bahnhof in den Sowjetischen Sektor, dennoch verlief der Zugverkehr in den 1950er Jahren trotz Teilung der Stadt zunächst wie gewohnt weiter. Dies änderte sich jedoch schlagartig mit dem Bau der Mauer am 13. August 1961. Da die Linie C nunmehr zu einer rein West-Berliner Strecke wurde (die spätere U6), auf der die Züge bei der Durchfahrt unter Ost-Berlin nicht mehr hielten, wurde ihr Bahnsteig zu einem der „Geisterbahnhöfe“; auch war der „Mäusetunnel“ fortan verbarrikadiert und unpassierbar. Einzig der Bahnsteig der Linie A (heute: U2) blieb als Teil des Ost-Berliner U-Bahn-Netzes für die Öffentlichkeit auch weiterhin zugänglich, um 1970 erhielt diese Bahnsteighalle eine neue cremefarbene Verkleidung aus Keramikfliesen.
Erst infolge der politischen Wende 1989 wurde der Bahnhof Stadtmitte am 1. Juli 1990 mit beiden Bahnsteigen und als Umsteigebahnhof vollständig wiedereröffnet, ab November 1990 war auch der „Mäusetunnel“ wieder begehbar. 1995 ließ die BVG den Nord-Süd-Bahnsteig auf 105 Meter verlängern, renovieren und einen Aufzug einbauen. Die Baumaßnahme wurde 1996 abgeschlossen.

## Anbindung
| Linie | Verlauf |
| ----- | --- |
|       | Pankow – Vinetastraße – Schönhauser Allee – Eberswalder Straße – Senefelderplatz – Rosa-Luxemburg-Platz – Alexanderplatz – Klosterstraße – Märkisches Museum – Spittelmarkt – Hausvogteiplatz – Stadtmitte – Mohrenstraße – Potsdamer Platz – Mendelssohn-Bartholdy-Park – Gleisdreieck – Bülowstraße – Nollendorfplatz – Wittenbergplatz – Zoologischer Garten – Ernst-Reuter-Platz – Deutsche Oper – Bismarckstraße – Sophie-Charlotte-Platz – Kaiserdamm – Theodor-Heuss-Platz – Neu-Westend – Olympia-Stadion – Ruhleben |
|       | Alt-Tegel – Borsigwerke – Holzhauser Straße – Otisstraße – Scharnweberstraße – Kurt-Schumacher-Platz – Afrikanische Straße – Rehberge – Seestraße – Leopoldplatz – Wedding – Reinickendorfer Straße – Schwartzkopffstraße – Naturkundemuseum – Oranienburger Tor – Friedrichstraße – Unter den Linden – Stadtmitte – Kochstraße – Hallesches Tor – Mehringdamm – Platz der Luftbrücke – Paradestraße – Tempelhof – Alt-Tempelhof – Kaiserin-Augusta-Straße – Ullsteinstraße – Westphalweg – Alt-Mariendorf                   |

Am U-Bahnhof, der die Linien U2 und U6 der Berliner U-Bahn verbindet, bestehen Umsteigemöglichkeiten zu den Omnibuslinien 200 und 265 der BVG.